# Казимир (район Требишов)

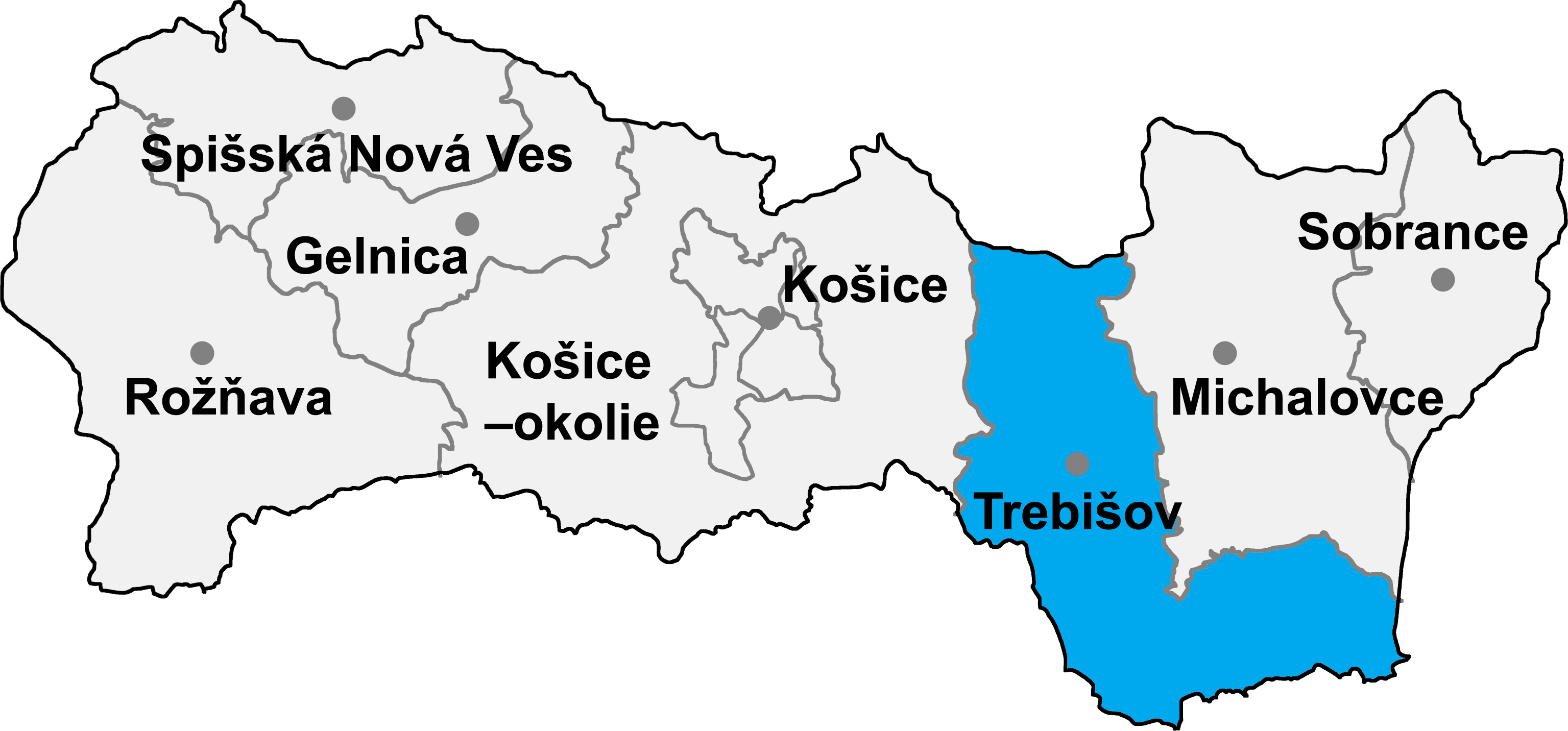

Казимир (словац. Kazimír , венг. Kis-/Nagykázmér) — деревня в восточной Словакии района Требишов, Кошицкого края.
Население на 31.12.2016 составляло 865 человек.

## История
Деревня была основана в 1960 году путём слияния Большого и Малого Казимиров.
Первое письменное упоминание о деревне относится к 1264 году.
Малый Казимир в 1427 г. собственность семьи Казмери. В 1427 году носил название Казмер, с 1773 года — Малый Кажмир, с 1808 года — Малый Казимир, с 1920 года — Малый Казмар, с 1927 года — Малый Казимир, (по-венгерски — Кисмермер).
Большой (Великий) Казимир упоминается в 1270 году как Камер, с 1296 года — Казмер, с 1334 года — Казмейр, с 1454 года — Нагиказмер, с 1773 года — Казмир, с 1808 года — Великий Казымир, с 1920 года — Великий Казмар, с 1927 года — Великий Казимир (по-венгерски — Нагимазм).
В XVIII-ом столетии в деревне был ликёроводочный завод. В 1938—1944 годах деревня была присоединена к Венгрии.

## Население
| Год:                | 1994 | 2004    | 2014   | 2024    |
| ------------------- | ---- | ------- | ------ | ------- |
| Количество человек: | 914  | 880     | 858    | 813     |
| Разница:            |      | −3,71 % | −2,5 % | −5,24 % |

## Достопримечательности
- Руины замка второй половины XIII-го века.
- Реформистская церковь конца XIХ-го века.
- Евангельская церковь начала XIХ-го века.
- Римско-католическая церковь 1837 года.